# スイッチドファブリック

ファイバーチャネルスイッチのファブリックネットワークにおけるトポロジーの例

スイッチドファブリック（英：Switched fabric）、スイッチングファブリック、あるいは単にファブリックとは、一つあるいは複数のネットワークスイッチ（特にクロスバースイッチ）を介し、ネットワークノードが相互に接続されたネットワークトポロジーのことである。この用語は通信、ファイバーチャネルストレージエリアネットワークや、その他InfiniBandを含む、高速ネットワークにおいて用いられる。